# Zvenellomorpha
Zvenellomorpha is een geslacht van rechtvleugeligen uit de familie krekels (Gryllidae). De wetenschappelijke naam van dit geslacht is voor het eerst geldig gepubliceerd in 2004 door Gorochov.

## Soorten
Het geslacht Zvenellomorpha omvat de volgende soorten:
- Zvenellomorpha bella Gorochov, 2004
- Zvenellomorpha recta Gorochov, 2006